# Андрий Александров
Андрий Володимирович Александров  (на украински: Александров Андрій Володимирович), е украински автомобилен състезател, инженер.  

## Биография
Роден е на 15 август 1965 година в Лвов, тогава в Съветския съюз, в семейството на военнослужещ. По-късно се премества с родителите си в Одеса, а през 1995 година - в Киев. Александров е украински рали шампион.
Умира на 2 септември 2007 година по време на ралито в Сливен в България.

## Препратки
- Офіційний сайт «Александров Ралі»
- Статистика пілота на сайті www.ewrc-results.com
- Офіційний сайт команди AT-Rally